# География на Алжир
Алжир е държава в Северна Африка, в западната част на Средиземноморския регион, където преминават важни пътища между Атлантика и Близкия Изток, Европа и Африка. Северната част на Алжир – между Средиземно море и пустинята Сахара, е земя на много планини, долини и плата, която формира съществена част от северноафриканския регион Магреб, който включва и Мароко, Тунис и северозападната част на Либия. На изток Алжир граничи с Тунис (дължина на границата – 1140 km) и Либия (982 km), на югоизток – с Нигер (956 km), на югозапад – с Мали (1376 km) и Мавритания (463 km), а на запад – със Западна Сахара (42 km) и Мароко (1559 km). Общата дължина на сухоземните граници е 6518 km. На север се мие от водите на Средиземно море с дължина на бреговата линия 1210 km. Бреговете на страната са предимно високи, скалисти, с тесни плажове. По цялото крайбрежие няма дълбоко вдаващи се в сушата големи заливи, а числото на малките заливи, удобни за корабоплаването е незначително (Орански, Алжирски, Беджая, Анаба). Дължина от север на юг – около 2000 km, ширина от запад на изток – 2120 km. В тези си граници Алжир заема площ от 2 381 741 km² (11-о място по площ в света и най-голямата държава в Африка). Населението към 1 януари 2021 г. е 44 700 000 души. Столица е град Алжир.
Територията на алжир се простира между 18°58′ и 37°05′ с.ш. и между 8°40′ з.д. и 12°00′ и.д. Крайните точки на страната са следните:
- крайна северна точка – 37°05′23″ с. ш. 7°12′48″ и. д. / 37.089722° с. ш. 7.213333° и. д., нос Фер, на брега на Средиземно море.
- крайна южна точка – 15°58′05″ с. ш. 3°21′28″ и. д. / 15.968056° с. ш. 3.357778° и. д., на границата с Мали.
- крайна западна точка – 8°40′03″ з.д. на границите с Мароко и Западна Сахара, с дължина 156 km по меридиана, от 27°18′57″ с.ш. до 28°42′50″ с.ш.
- крайна източна точка – 23°30′00″ с. ш. 12°00′00″ и. д. / 23.5° с. ш. 12° и. д., на границите с Либия и Нигер.[2]

## Релеф
Северната част на страната е представена от нагънати успоредни хребети, масиви и междупланински равнини, всички те представляващи обширните Атласки планини. В пределите на Алжир са простират най-големите им планински вериги – Тел Атлас и Сахарски Атлас с масивите Варсенис (вр. Сиди Амар, 1985 m), Голяма и Малка Кабилия (височина до 1200 m), Ходна (вр. Гашрирт, 1901 m), Орес (вр. Шелия, 2328 m). Всички те са прорязани от дълбоки речни дефилета и разделени на отделни куполовидни по-малки масиви. Обширните междупланински равнини и т.нар. Високо плато в централните части на планинската система са заети от големи солени езера – себхи (Шот Еш Шерги, Ел Ходна, Гарает ет Тарф и др.) и солончаци. Алжирска Сахара заема централната част на най-голямата пустиня в света – Сахара. В нейния релеф преобладават платата с надморска височина около 500 m. На североизток е разположена голяма низина, запълнена с пясъци, с котловината на соленото езеро Шот Мелрир (-26 m под морското равнище). На югоизток се извисява обширната вулканична планинска земя Ахагар, с масива Атакор (вр. Тахат, 3003 m – най-високата точка на Алжир). Тя е заобиколена от стъпаловидните плата Тадемаит (760 m) на север, Тасили Н'Аджер (2254 m) на изток, Муйдир (1680 m) на северозапад, Тасили Н'Ахагар (571 m) на юг и др. В пределите на Алжир попадат и няколко големи пясъчни пустини с високи и верижни дюни (Голям Западен Ерг, Голям Източен Ерг, Ерг Игиди, Ерг Шеш и др.) и каменисти пустини (Танезруфт и др.).

## Геоложки строеж, полезни изкопаеми
Територията на Алжир попадаща в пределите на Атласките планини принадлежи към Средиземноморската нагъната геосинклинална зона, а областите на Сахара – към древната Африканска платформа. В крайния юг на страната е разположена голямата издутина на фундамента на платформата – Ахагарския (Туарегски) масив (щит). Изграждащите го докамбрийски метаморфни формации и гранити имат меридионално простиране и са разбити от големи разломи в същото направление. Най-високите части на масива представляват върховете на конусите на угаснали вулкани. В пределите на страната е разположена и западната част на Регибатския масив (платото Ел Еглаб), отделен от Ахагарския масив от негативното огъване Угарти-Танезруфт. В северно направление докамбрийските формации потъват под седиментния чехъл, изграден от долно- и среднопалеозойски морски, горнопалеозойски и долнокредни лагунно-континентални и горнокредни (частично палеогенови) морски наслаги. По продължението на меридионалните разломи в Ахагар и в палеозойския чехъл на Северна Сахара се наблюдават наклонени антиклинални гънки, с вместващи се в тях залежи от нефт и природен газ (Хаси Месауд и др.), представляващи основното богатство на Алжир.
Нагънатата система на Атласките планини е отделена от Сахарската плоча от Южноатлаския разлом и има доста сложен строеж. Нейната крайбрежна зона – Тел Атлас има алпийски строеж и представлява система от преместени от север на юг тектонски плочи. В крайния север (масивите Кабилия) ядрото ѝ се явява с алпийска възраст. На юг от Тел Атлас лежи относително устойчивия масив на високото плато (Оранска месета), препокрит от маломощен и слабо деформиран чехъл с мезозойска и кайнозойска възраст. Още по̀ на юг, на границата с платформата се простира умерено нагъната зона на Сахарски Атлас, възникнала при мезозойското огъване. В Атласките планини се разработват находища на железни и оловно-цинкови руди, фосфорити, живак и др.

## Климат
Климатът в Северен Алжир е мек, средиземноморски, като се отличава основно заради планинските форми на релефа. Зимата е мека и дъждовна, а лятото – горещо и сухо. Средната януарска температура по крайбрежието е 12°С, в междупланинските равнини – 5°С, а средната юлска – 25°С. Абсолютният максимум на температурата навсякъде е над 40°С. Лятната температура трудно се понася поради прашния и задушлив вятър сироко, духащ откъм пустинята и понякога достигащ много висока скорост. Често явление са почти ежегодните засушавания. Основната част от валежите падат от ноември до януари, като годишната сума на валежите е от 400 – 800 mm в Тел Атлас, до 1200 mm и повече в крайбрежните Кабилски масиви. През зимата в планинските райони и по върховете за 10 – 20 дни се задържа снежна покривка. В преходната зона към Алжирска Сахара климатът е много по-сух, полупустинен, като средната юлска температура е над 30°С, а годишната сума на валежите – 200 – 400 mm. Климатът в Сахара е пустинен, крайно сух (годишната сума на валежите е под 50 mm, а в отделни години няма никакви валежи). Денонощните колебания на температурата достигат до 30°С. През лятото температурата през деня е 40°С и нагоре, а през нощта – около 20°С. През зимата съответно около 20°С и 0°С и по-ниска. Сухите ветрове често предизвикват пясъчни и прашни бури.
| Климатични данни за Алжир          | Климатични данни за Алжир | Климатични данни за Алжир | Климатични данни за Алжир | Климатични данни за Алжир | Климатични данни за Алжир | Климатични данни за Алжир | Климатични данни за Алжир | Климатични данни за Алжир | Климатични данни за Алжир | Климатични данни за Алжир | Климатични данни за Алжир | Климатични данни за Алжир | Климатични данни за Алжир |
| Месеци                             | яну.                      | фев.                      | март                      | апр.                      | май                       | юни                       | юли                       | авг.                      | сеп.                      | окт.                      | ное.                      | дек.                      | Годишно                   |
| Средни максимални температури (°C) | 17                        | 17                        | 19                        | 21                        | 24                        | 28                        | 31                        | 32                        | 30                        | 26                        | 21                        | 18                        | 22,8                      |
| Средни минимални температури (°C)  | 6                         | 6                         | 7                         | 9                         | 12                        | 16                        | 19                        | 20                        | 18                        | 14                        | 10                        | 8                         | 12                        |
| Средни месечни валежи (mm)         | 58                        | 50                        | 33                        | 42                        | 28                        | 6                         | 2                         | 6                         | 20                        | 64                        | 62                        | 58                        | 429                       |
| ---------------------------------- | ------------------------- | ------------------------- | ------------------------- | ------------------------- | ------------------------- | ------------------------- | ------------------------- | ------------------------- | ------------------------- | ------------------------- | ------------------------- | ------------------------- | ------------------------- |
|                                    |                           |                           |                           |                           |                           |                           |                           |                           |                           |                           |                           |                           |                           |

## Води
Всичките реки в Алжир принадлежат към т.нар. уади. Уадите в Северен Алжир са близки до реките от средиземноморски тип с преобладаващо дъждовно подхранване. Само в крайбрежните райони оттокът на уадите е насочен към Средиземно море, а в останалите части на страната оттокът им е към затворени вътрешни басейни. Средният годишен отток в средиземноморските уади се колебае от 0 – 2 m³/s през лятото до 1000 m³/s и повече през зимата и по време на епизодични поройни дъждове, когато често се случват кратки, но големи наводнения. Най-голямата река в Алжир е Шелиф (с дължина ок. 700 km), а останалите уади рядко превишават 100 km (Исер, Сумам, Ел Кебир и др.). На някои от тях са изградени язовири и ВЕЦ-ове, като водите им се използват за напояване (над 100 хил. ха) и добив на електроенергия. Болшинството от солените езера (себхи) лежат в междупланински безотточни котловини (Шот еш Шерги, Шот ел Ходна, Захрез Шерги, Захрез Гарби и др.) или в депресии (Шот Мелрир), които са бедни на реки. Пустинята Сахара разполага с големи запаси от подземни води, особено в нейните северни части, където са разположени големите оазиси Тидикелт, Тугурт, Ел Голеа.

## Почви
Най-разпространените почви в Северен Алжир са кафявите (карбонатни и излужени) в Тел Атлас и сивокафявите в полупустинните райони. Височинната зоналност се проявява във варианти на обикновените кафяви и кафявите горски почви. В предпланинските райони са разпространени масиви от солончаци около временните солени езера (себхите). В Сахара преобладават чакълестите почви на субтропичните пустини, незакрепените и полузакрепените пясъчни масиви.

## Растителност
По крайбрежието на Алжир растителността е от средиземноморски тип, съставена от сухи твърдолистни гори и храсти. Характерни са корковото и маслиновото дърво. В планините много добре е изразена височинната зоналност. До 800 – 1000 m са разпространени вечнозелени сухолюбиви храсти и ниски дървета (маквиси), но основно културна растителност (маслина, шамфъстък, цитруси). Нагоре следват гори от корков и вечнозелен (каменен) дъб и листопадни гори. От 1200 до 1500 m е поясът на алепският бор, от 1500 до 2000 m – поясът на хвойната и туята, а над 2000 m се среща средиземноморски кедър. На юг от Тел Атлас растителността придобива полупустинен характер с преобладаване на твърдолистни треви и пелин, а като цяло, растителната покривка е силно деградирала. На някои места са съхранени малки горски масиви. В Сахара расителността е рядка и тревиста. Виреят солянка и ефемерни растения, а след кратките пролетни дъждове – временни треви (сахарски дрок, ефедра, дрин) и храсти (няколко вида акации, хинап и др.).

## Животински свят
Големите бозайници (лъвове, леопарди, газели и др.) и птици (щрауси, баклани и др.), обитавали в древността територията на Северен Алжир, са силно изтребени. От бозайниците тук са се съхранили берберски макак (маго), заек и др., а в северната част на Алжирска Сахара – хиена, генета, чакал, лисица фенек и по-рядко газели и антилопи. Има много гризачи (скачаща мишка и др.), летяща мишка, хищни птици, влечуги (гущери, варани, над 20 вида змии, костенурки) и насекоми (вредителите саранча и филоксера), а също фаланги, скорпиони, акари, сколопендри.

## Географски региони

### Северозападен Алжир
В северозападната част на Алжир преобладава планинската верига Тел Атлас. Между планините Тел Атлас и Сахарски Атлас са разположени Високите плата, които представляват лекохълмисти равнини, простиращи се на повече от 600 километра източно от границата с Мароко. Средната надморска височина на тези плата е от 1100 – 1300 метра на запад до 400 метра на изток. Те са толкова сухи, че понякога се причисляват като част от Сахара. Покрити са с алувиални остатъци, формирани при рушенето на планините.
По-висока и по-обширна от Тел Атлас е планинската верига Сахарски Атлас. Той е формиран от 3 масива: Ксур (до границата с Мароко), Амур и Улад Наил. Сахарски Атлас, който получава повече валежи от Високите плата, включва също обширни пасища. Малки реки, течащи по южните склонове на масивите, които изграждат Сахарския Атлас, изчезват в пустинята и снабдяват кладенците на няколко оазиса в северните части на Сахара.

### Североизточен Алжир
Източната част на Алжир представлява голяма площ с много планини, равнини и речни басейни. Различава се от западната част на страната по това, че най-важните ѝ топографски елементи не са успоредни на брега. В южната част на Източен Алжир стръмните урви на планините Аурес създават почти недостъпни убежища, които са били важна част в историята на Магреб от Римските времена. Брегът в крайната източна част на страната е предимно планински, но ограничени равнини осигуряват достъп до по-отдалечена от брега част за пристанищните градове Беджая, Скикда и Анаба. Във вътрешната част на Североизточен Алжир са разположени обширни високи равнини край градовете Сетиф и Константин. Тези равнини започват да се развиват по време на Френския колониален период като главни центрове за отглеждане на зърнени култури. Близо до Константин солени блата предлагат сезонни пасища за полуномадските пастири, обитаващи района.

### Алжирска Сахара
Алжирската част от Сахара се простира на 1500 километра на юг от Сахарския Атлас до границите с Нигер и Мали. Огромни площи от пясъчни дюни, наричани ергове, заемат 25% от цялата територия на Алжирската Сахара. Най-големият ерг е Големият Източен Ерг, където огромни дюни, високи от 2 до 5 метра, са разположени на около 40 метра една от друга. Голяма част от останалата част на Алжирската Сахара е покрита със скални платформи, наричани хамади, а почти цялата югоизточна част е заета от високите планински масиви Ахагар и Тасили, някои части, от които достигат повече от 2000 метра надморска височина. Около Ахагар са разположени плата от пясъчник, прорязани от дълбоки клисури на древни реки, а на запад, близо до границата с Мали, е разположена малка каменна пустиня.